# When I Look at the World
When I Look at the World – piosenka rockowej grupy U2, pochodząca z jej wydanego w 2000 roku albumu, All That You Can’t Leave Behind.
Piosenka była jednym z trzech utworów z płyty, które nigdy nie zostały zagrane na żywo (pozostałe dwa to „Peace on Earth” i „Grace”). Jedynym wyjątkiem było wykorzystanie przez zespół fragmentu „When I Look at the World” podczas wykonywania piosenki „Bad”, w trakcie jednego z koncertów trasy Elevation Tour.